# 1851.
◄ | 18. stoljeće | 19. stoljeće | 20. stoljeće | ►
◄ | 1820-ih | 1830-ih | 1840-ih | 1850-ih | 1860-ih | 1870-ih | 1880-ih | ►
◄◄ | ◄ | 1848. | 1849. | 1850. | 1851. | 1852. | 1853. | 1854. | ► | ►►
Arhitektura • Astronomija • Biologija • Fotografija • Glazba • Kazalište • Kemija • Kiparstvo • Knjige • Književnost • Kršćanstvo • Meteorologija • Medicina • Politika • Pravo • Promet • Slikarstvo • Šport • Znanost • Željeznički promet

## Događaji
- Prva svjetska izložba u Londonu.

## Rođenja
- 26. veljače – Slavko Cuvaj, hrvatski ban i političar († 1931.)
- 11. svibnja – Maria Teresa Nuzzo, malteška katolička redovnica († 1923.)
- 4. rujna – Andrija Fijan, hrvatski glumac i redatelj († 1911.)

## Smrti
- 21. siječnja – Albert Lortzing, njemački skladatelj (* 1801.)
- 20. svibnja – Stanko Vraz, hrvatski i slovenski književnik (* 1810.)
- 15. srpnja – Anne-Marie Javouhey, francuska misionarka (* 1779.)
- 19. prosinca – William Turner, engleski slikar (* 1775.)

## Vanjske poveznice
|  | Zajednički poslužitelj ima još gradiva o temi 1851. |